# Mučedníci ze Scilliumu
Mučedníci ze Scilliumu (Passio Sanctorum Scilitanorum) je skupina dvanácti křesťanů-mučedníků, kteří byli umučeni v provincii Afrika za panování císaře Marca Aurelia. Skupině byla nabídnuta 30 denní lhůta na vzdání se víry, ale odmítli. Zemřeli roku 180 ve starověkém sídle Scillium.
Záznam o jejich mučení patří mezí první latinský psané passio. Scilliumští mučedníci zemřeli během pronásledování křesťanů za panování císaře Marca Aurelia (161-180), který byl poměrně tolerantní panovník, v církvi neviděl žádné reálné nebezpečí a křesťany považoval spíš za fanatiky. Pronásledování nebylo plošné, jednalo se spíše o lokální epizody, kdy místní obyvatelstvo po nějaké tragédii (mor, hladomor, epidemie, atd.) považovalo za viníky křesťany, kteří prý způsobili hněv bohů, protože jim řádně neobětovali a tím narušili smír s bohy (pax deorum).
Město Scili (Scilium) se nacházelo v římské provincii Afrika poblíž známého Kartága v dnešním Tunisku. Bylo vybudováno kolem roku 80 římským imperátorem Vespasiánem. V městě bylo založeno také biskupství, které patřilo k provincii Kartágo. Dnes se zde nachází město Kasserine.
V tomto městě byli roku 180 popraveni Speratus, Nartzalus, Cittinus, Veturius, Felix, Aquilinus, Laetantius, Januárius, Generosa, Vestia, Donáta a Secunda, známí jako sciliumští mučedníci. Jejich svátek se již od starých dob slaví 17. července, což dosvědčují i některá kázání sv. Augustina, která pronesl na výroční den jejich mučednické smrti.
Relikvie těchto afrických křesťanů byly v 9. století přeneseny ze severní Afriky do Francie a následně do Říma. Dnes jsou uloženy v mramorovém sarkofágu v kostele sv. Jana a Pavla na Caeliu.